# The Silent Sea
Production
Diffusion
The Silent Sea, ou La Mer de la Tranquillité au Québec (hangeul : 고요의 바다 ; RR : Goyo-ui bada ; litt. « Mer de la Tranquillité ») est une série télévisée de science-fiction sud-coréenne en huit épisodes d'environ 45 minutes, créée par Choi Hang-yong et mise en ligne le 24 décembre 2021 sur Netflix. Il s'agit de l'adaptation du court métrage The Sea of Tranquility (고요의 바다, 2014) de Choi Hang-yong,,.

## Synopsis
Dans un avenir sombre, les réserves d'eau de la Terre s'épuisent, entraînant la désertification et le manque de nourriture. Une équipe composée d'experts et d'agents de sécurité est mise sur pied pour mener à bien une mission spatiale délicate. Leur mission est de récupérer un mystérieux échantillon dans une station de recherche abandonnée sur la Lune. L'équipe comprend notamment le chef de mission Han Yoon-jae (Gong Yoo), qui doit mener à bien la mission avec des informations limitées et pour qui la sécurité de l'équipe passe avant tout, même s'il doit se mettre en danger ; l'astrobiologiste Song Ji-an (Bae Doo-na), qui se joint à l'équipe pour en savoir plus sur l'accident qui s'est produit sur la station lunaire désormais abandonnée et qui a tué toutes les personnes présentes, y compris sa sœur, et l'ingénieur en chef Ryoo Tae-seok (Lee Joon), qui est un membre d'élite du ministère de la Défense, mais qui s'est porté volontaire pour cette mission dangereuse afin d'échapper à l'environnement morose du ministère.

## Distribution

### Acteurs principaux
- Bae Doo-na (VF : Geneviève Doang) : Dr Song Ji-an
  - Ahn Se-bin : Song Ji-an, jeune
- Gong Yoo (VF : Damien Boisseau) : Han Yoon-jae, commandant de l'agence aérospatiale
- Lee Joon (VF : Jim Redler) : Ryoo Tae-seok, l'ingénieur en chef

### Acteurs récurrents
- Kim Sun-young (en) (VF : Ingrid Donnadieu) : Dr Hong Ga-yeong
- Heo Sung-tae (VF : Gilles Morvan) : Kim Jae-seon, directeur de l'équipe Korea Aerospace Resources
- Lee Moo-saeng (VF : Valéry Schatz) : Gong Soo-hyeok, chef de sécurité
- Lee Sung-Wook (VF : Christophe Lemoine) : Kim Sun, pilote de vaisseau spatial
- Kang Mal-geum : Song Won-kyeong, sœur de Song Ji-an
  - Gong Jin-seo : Song Won-kyeong, jeune
- Jung Soon-won : Gong Soo-chan
- Gil Hae-yeon (VF : Vanina Pradier) : la directrice Choi
- Choi Young-Woo (VF : Jérémy Prévost) : Lee Gi-soo
- Yu Seong-Ju (VF : Jean-Marc Charrier) : le directeur adjoint Hwang
- Cha Rae-hyung (VF : Fabrice Trojani) : Lee Won, E1
- Kim Si-a : Luna 073
- Yoo Hee-je (VF : Arthur Raynal) : Lee Too, E2
- Kim Bo-min : Han Ha-jin
- Yoon Hae-ri : Eun Ji-Young

## Production

### Genèse et développement
En décembre 2019, Netflix annonce qu'il produirait la série The Silent Sea, adaptée du court métrage The Sea of Tranquility (고요의 바다) écrit et réalisé par Choi Hang-yong, en 2014, et que ce dernier réaliserait également la série. Jeong Woo-seong serait producteur exécutif.

### Attribution des rôles
En avril 2020, on apprend que Gong Yoo et Bae Doo-na sont choisis pour les rôles principaux. En septembre, Heo Sung-tae et Lee Moo-saeng sont officiellement engagés,.

### Tournage
Le tournage a lieu à Séoul, près du fleuve Han.

### Fiche technique
- Titre original : 고요의 바다
- Titre français : The Silent Sea
- Titre québécois : La Mer de la Tranquillité
- Créateur et réalisation : Choi Hang-yong
- Scénario : Park Eun-kyo
- Production exécutive : Jeong Woo-seong
- Société de production : Artist Company
- Société de distribution : Netflix
- Pays de production :  Corée du Sud
- Langue originale : coréen
- Format : couleur - Dolby Atmos, Dolby Digital
- Genre : science-fiction, énigme, thriller
- Durée : 39 à 51 minutes
- Date de première diffusion : Monde : 24 décembre 2021 sur Netflix

## Épisodes
1. La Station de recherche lunaire (발해기지)
2. Trois Salles de stockage (세 개의 저장고)
3. Cause du décès (죽음의 이유)
4. La vérité éclate (드러나는 진실)
5. Salle de stockage secrète (비밀 저장고)
6. La Clé du salut (구원의 열쇠)
7. Luna (루나)
8. La Mer de la Tranquillité (고요의 바다)